# Lamjung (huyện)
Lamjung (tiếng Nepal:लमजुङ) là một huyện thuộc khu Gandaki, vùng Tây Nepal, Nepal. Huyện này có diện tích 1692 km², dân số thời điểm năm 2001 là 177149 người.

## Dân số
Biến động dân số giai đoạn 1952-2001:
| Năm    | 1952   | 1961   | 1971   | 1981   | 1991   | 2001   |
| ------ | ------ | ------ | ------ | ------ | ------ | ------ |
| Dân số | 125329 | 130935 | 140226 | 152720 | 153697 | 177149 |